# Rafał Prus
Rafał Prus (ur. 15 sierpnia 1976 w Starogardzie Gdańskim) – polski siatkarz i trener siatkówki.
Jego pierwszym nauczycielem był Leszek Rykaczewski. W latach 1988–1998 był zawodnikiem SKS-u Starogard Gdański. W 1999 roku Rafał Prus ukończył Akademię Wychowania Fizycznego w Gdańsku na kierunku trenerskim, ze specjalizacją w siatkówce. Jako swoje siatkarskie wzory wskazywał Antoniego Perzynę oraz Lecha Zagumnego i Krzysztofa Felczaka. Jest bratem siatkarza Marcina Prusa. Jest żonaty z Alicją. W sezonie 2010/2011 był II trenerem PTPS Piła, który występował w 1 lidze. Obecnie pracuje w P.S.P. nr 3 w Starogardzie Gdańskim jako nauczyciel W-F.